# NGC 5339
NGC 5339 é uma galáxia espiral barrada (SBa) localizada na direcção da constelação de Virgo. Possui uma declinação de -07° 55' 50" e uma ascensão recta de 13 horas, 54 minutos e 00,0 segundos.
A galáxia NGC 5339 foi descoberta em 14 de Maio de 1887 por Guillaume Bigourdan.